# مصدر ثالثي

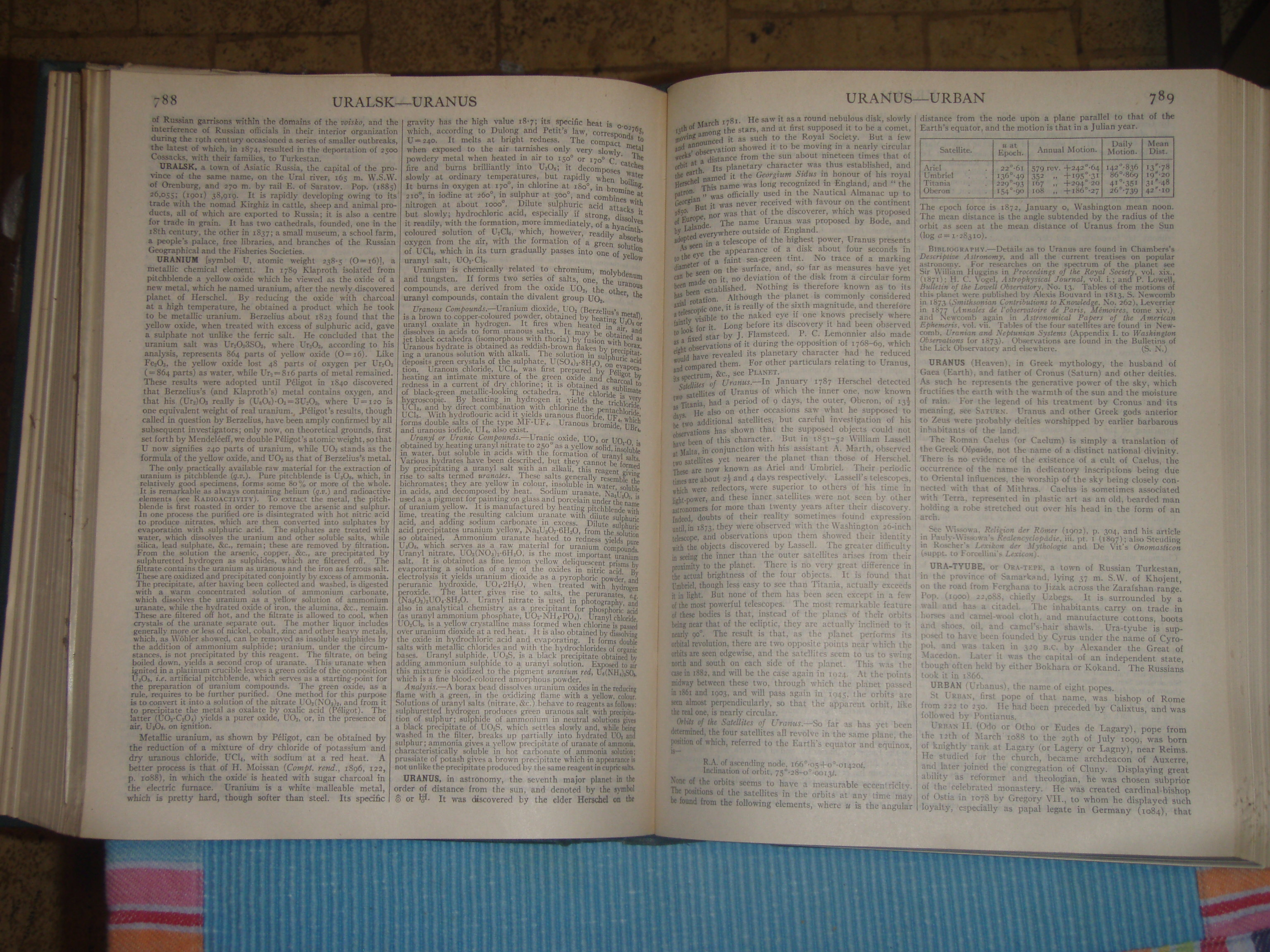

المصدر الثالثي هو فهرسٌ أو دمجٌ نصيٌ للمصادر الأولية والثانوية. لا يُمكن الاستشهاد ببعض المصادر الثالثية في الأبحاث الأكاديمية، ولكن بدلًا من ذلك، يجب استخدامها وسيلةً للمساعدة في العثور على مصادر أخرى.

## التداخل مع المصادر الثانوية
اعتمادًا على موضوع البحث، يمكن للباحث استخدام ببليوغرافيا أو قاموس أو موسوعةٍ مصدرًا ثالثيًا أو ثانويًا. يُسبب هذا بعض الصعوبة في تحديد نوع العديد من المصادر.
يُمكن في بعض التخصصات الأكاديمية التمييز نسبيًا بين المصدر الثانوي والثالثي.
حسب نموذج نظام المعلومات العلمية الدولية للأمم المتحدة [الإنجليزية]‏ (UNISIST model)، فإنَّ المصدر الثانوي هو ببليوغرافيا، أما المصدر الثالثي فهو تركيبٌ من المصادر الأولية.

## أنواع المصادر الثالثية
تُحاول المصادر الثالثية والموسوعات والكتب المدرسية والموجزات تلخيص وتجميع وتوحيد مصدر المعلومات إلى لمحةٍ عامة، ولكنها قد تقدم أيضًا تعليقاتٍ وتحليلات ذاتية أو مُتحيزة (وهي من سمات المصادر الثانوية).
قد لا توفر الفهارس والببليوغرافيات والتوافقات وقواعد البيانات الكثير من المعلومات النصية، ولكن باعتبارها تجميعاتٍ للمصادر الأولية والثانوية، غالبًا ما تُعتبر مصادر ثالثية. لذلك وعلى الرغم من أنَّ المصادر الثالثية تكون أولية وثانوية، إلا أنها تكون قريبةً بالأكثر من المصادر الثانوية بسبب التعليق والتحيزات.
توجد العديد من الأمثلة على المصادر الثالثية، وتتضمن الروزنامات وأدلة السفر ودليل ميداني [الأدلة الميدانية] والخطوط الزمنية.
عادة ما تكون مقالات الاستطلاعات أو اللمحات العامة، وذلك على الرغم من أنَّ المقالات المراجعة في الدوريات الأكاديمية تُراجع بالأقران وتُعتبر ثانوية (يجب أن لا يُخلط بينها وبين الأفلام أو الكتب وغيرها، والتي تعتبر مصادر أولية).
بعض المصادر التي عادةً ما تكون مصادر أولية، مثل أدلة المستخدم، قد تُصبح ثانوية أو ثالثية (حسب طبيعة المادة) عندما تكتبها أطراف ثالثة.